# Soesterberg Airforce Memorial

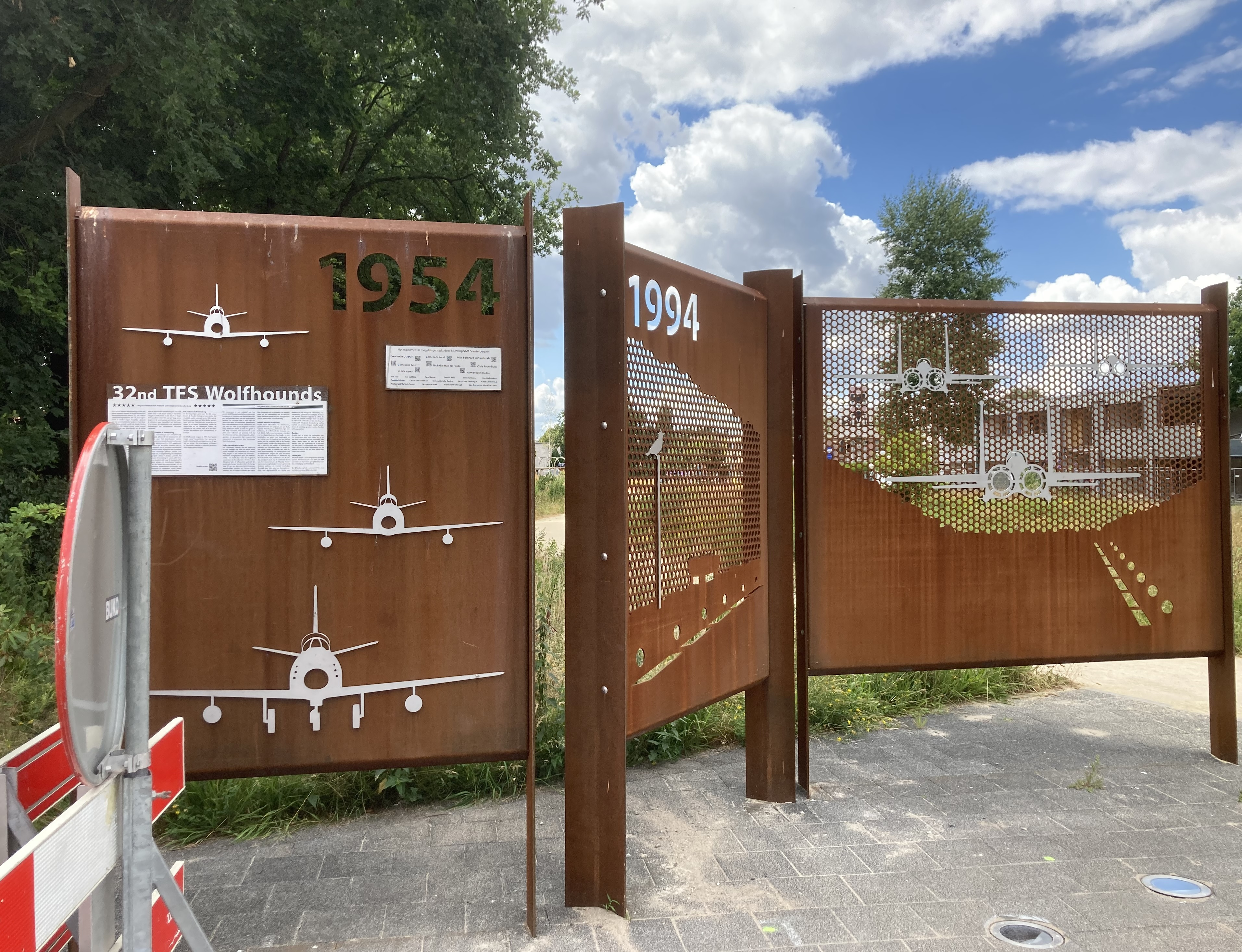
Drieluik panelen

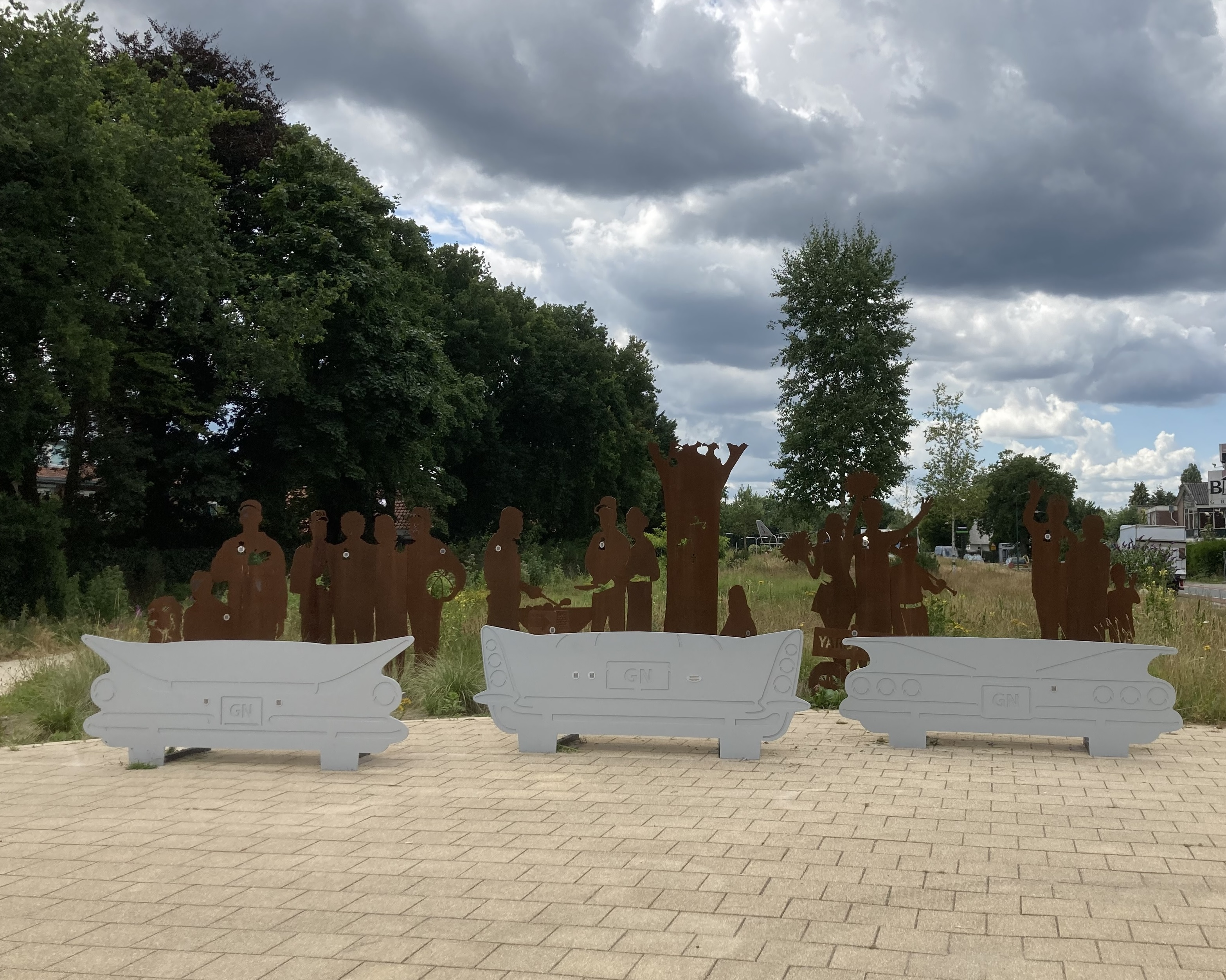
Achterzijde van de bankjes in de vorm van een Amerikaanse slee

Soesterberg Airforce Memorial (SAM) is een monument  in Soesterberg dat herinnert aan de 40 jaar aanwezigheid van Amerikaanse militairen in Soesterberg in de tijd van de Koude Oorlog. Het monument bestaat uit drie grote panelen, drie bankjes en silhouetten van mensen.
Soesterberg Airforce Memorial staat op de overkluizing van de provinciale weg N237 Amersfoort-Utrecht, aan de Montgomeryweg, de verbindingsweg van Soesterberg met de vliegbasis Soesterberg. Het monument staat bij het Vliegdekparkje dat op de overkluizing van de tunnel van de N237 werd aangelegd. Het Vliegdekpark is beplant met planten die veel op de vliegbasis voorkomen. Ook is er een speeltoestel de vorm van een vliegtuig. De plek ligt aan de ANWB fietsroute langs het Nationaal Militair Museum. 

## Dank- en gedenkmonument
Om de 40-jarige periode van verdediging van de Nederlandse vrijheid door de Amerikaanse Luchtmacht in Soesterberg onder de aandacht te brengen startte een groep inwoners het initiatief ‘SAM’: Soesterberg Air force Memorial. Het monument van de Soester kunstenaar Chris Roodenburg werd in 2022 onthuld. 
Het monument legt de nadruk op de menselijke verbinding met de Amerikaanse militairen. Het toont tevens Amerikaanse cultuurelementen die de militairen meebrachten zoals de eerste carports in Nederland, barbecueën en honkbal. Speciaal voor de Amerikaanse luchtmacht verrees in 1987 de eerste McDrive bij het nabij Soesterberg gelegen Huis ter Heide.

### Het militaire aspect
Het linkerdeel van de panelen toont de eerste straaljagers waarmee de Amerikanen op Soesterberg vlogen, het middelste deel symboliseert de startbaan en rechts zijn de F-15’s afgebeeld die in gebruik waren toen de Amerikanen uit Soesterberg vertrokken. Voor dit rechtse paneel zijn de silhouetten gebruikt die op de Zulu-hangar stonden. In deze hangar stonden dag en nacht twee gevechtsvliegtuigen paraat die binnen enkele minuten gevechtsklaar het luchtruim konden kiezen. De drie naast elkaar staande panelen staan symbool voor de Berlijnse Muur in de Koude Oorlog. Ook staat een veldleeuwerik afgebeeld, een vogelsoort die na het vertrek van de militairen in groten getale de vliegbasis als broedgebied gebruikt.

### De sociale aspecten
De drie bankjes hebben een rugleuning met het uiterlijk van Amerikaanse slee. Bij de middelste bank staat een aandenken aan de eerste praatpaal in Nederland. 
De bankjes zijn gericht naar silhouetten van Amerikanen. De QR-codes op de silhouetten linken naar radiofragmenten van AFN (American Forces Network) uit de jaren tachtig van de twintigste eeuw en naar verhalen van Soesterbergers over hun ervaringen met Amerikanen. Er kan tussen de onderdelen van het monument door worden gelopen, om er zo onderdeel van te worden. 
De silhouetten staan in groepjes en verbeelden typisch Amerikaanse elementen als een barbecue, de wolfshond (mascotte van het squadron), Halloween, sportende basketballers, een cheerleader, een honkballer en een gezin met bowlingbal. Ook staat er een silhouet van een Amerikaanse militair die met de hand op het hart naar het spelen van het volkslied luistert, en een aantal mensen rond een ‘yard sale’ een garageverkoop die destijds in de Amerikaanse wijk heel gewoon was. Behalve de mensfiguren zijn ook de eerste Nederlandse praatpaal, de McDrive bij Huis ter Heide. In de veertigjarige aanwezigheid van de Amerikanen zijn mensen getrouwd, waren er geboortes en overlijdens. Centraal staat dan ook een koninginnenlinde waarin een hartje, een ooievaar en een kruisje zijn gekerfd. Achter de boom staan twee verliefde mensen en iemand die een tulp vasthoudt.
Alouette III
Op een hoge paal bij het monument staat een Alouettehelikopter, de laatste helikopter tot de sluiting van de vliegbasis in 2008. 

## Amerikaanse militairen in Soesterberg
De inwoners van Soesterberg maakten de Duitse bezetting mee, toen die in 1940 het vliegveld van Soesterberg innamen en uitbouwden tot een Duits steunpunt van de Luftwaffe. Het vliegveld werd na de oorlog weer in gebruik genomen, eerst door de Nederlandse luchtmacht en vanaf 1954 door de Amerikaanse Air Force.   
In Soesterberg was tussen 1954 en 1994 een Amerikaans squadron (het 32’ste) met jachtvliegtuigen gelegerd. Het squadron beschermde namens de NAVO het Nederlandse luchtruim. De manschappen van het squadron met de bijnaam ‘Wolfhounds’ was gelegerd op een speciaal deel van de basis met de naam Camp New Amsterdam. Amerikaanse militairen hebben met hun gezinnen 40 jaar gewoond in een eigen wijk van Soesterberg. Voor de Amerikaanse huisvesting werd een door Amerikaanse architecten ontworpen wijk in het dorp gebouwd. De straten van die wijk waren genoemd naar het Amerikaanse ruimtevaartprogramma: Apollo, Gemini en Mercury. De huizen vielen op door de stijl van de Amerikaans aandoende carports. Bijzonder was dat de woonwijk publiek toegankelijk was, zonder hek eromheen of bewaking. Dit in tegenstelling tot dergelijke woonwijken elders in Europa. De Amerikanen hadden ook veel meer bewegingsvrijheid dan elders. Er waren zelfs Amerikaanse kinderen die naar de basisschool in Soesterberg gingen en ook kwam het voor dat Amerikanen lid waren van lokale sportverenigingen. Toch waren mengden beide groepen niet. Zo was er een Amerikaanse supermarkt, een bioscoop, een school, een kapper en diverse winkels.  In de tachtiger jaren van de twintigste eeuw kwam de Koude oorlog tot een einde en de Amerikanen reduceerden hun troepenmacht in Europa. In 1994 vlogen de laatste Wolfshounds hun laatste missie vanaf Soesterberg.

## Overige militaire monumenten in Soesterberg
- Vrijheidsmonument met 33 platanen (1984)
- monument De Vleugel van Jan de Baat op het Den Berghplein dat doet denken aan een Stealth-bommenwerper (1988)
- vliegtuigmonument De Brik op de Tammerrotonde op de N237 (2013)